# Gunnar Pauler
Nils Per Gunnar Pauler, född den 27 maj 1911 i Västra Sallerups socken, Malmöhus län, död den 24 augusti 1996 i Raus församling, var en svensk präst.
Pauler avlade teologie kandidatexamen vid Lunds universitet 1936 och prästvigdes i Lund samma år. Han blev stiftsadjunkt för ungdomsvård i Lunds stift 1940, kyrkoadjunkt i Höörs församling 1945, komminister i Hörby församling 1949, tillförordnad kyrkoherde i Asmundtorps församling 1953, ordinarie kyrkoherde i Hjärnarps församling 1958, kontraktsprost i Bjäre 1959, emeritus 1976 samt ledamot av Nordstjärneorden 1962. Pauler vilar på Hjärnarps kyrkogård.